# KV Bildungsgruppe Schweiz
Am 19. Januar 2009 haben die fünf grössten Wirtschaftsschulen des Kaufmännischen Verbands Schweiz: Aarau, Basel, Bern, Luzern und Zürich und der Kaufmännische Verband der Schweiz den Verein KV Bildungsgruppe Schweiz gegründet. Zwischenzeitlich wurde der Verein durch jährliche Beitritte um Schulen in Baden, Biel, Thun, Winterthur, St. Gallen und Basel-Land erweitert.
Der Verein bezweckt die Förderung und Unterstützung von Aus- und Weiterbildungen. Um dem besser gerecht zu werden, wurde die KV Bildungsgruppe Schweiz AG als operative Unternehmung, von welcher der Verein KV Bildungsgruppe Schweiz alleiniger Aktionär ist, gegründet. Neben der Kalaidos Bildungsgruppe gehören die Schulen der KV Bildungsgruppe zu den grösseren Anbietern beruflicher Fortbildung in der Schweiz.
In der Grundbildung absolvieren jährlich ca. 11'000 Lernende den schulischen Teil ihrer Ausbildung im Bereich KV-Lehre, Detailhandel, Buchhändler u. a. In der Weiterbildung bieten die Mitgliedsschulen über 100 Lehrgänge zu verschiedenen Teilbereichen der Betriebswirtschaftslehre. Der konsolidierte Umsatz in Grund- und Weiterbildung beträgt über CHF 200 Mio. pro Jahr, die Schüler- bzw. Studentenzahl pro Jahr liegt bei 40'000.
Der Verein wird präsidiert von Peter Kaeser (Direktor der WKS KV Bildung in Bern), stellvertretender Präsident des Vorstands ist Peter Häfliger (Rektor KV Luzern Berufsakademie).
Präsident der KV Bildungsgruppe AG ist Dr. Dominik Reust. Vizepräsident ist Peter Kaeser (Direktor der WKS KV Bildung in Bern).